# Luisenstadt

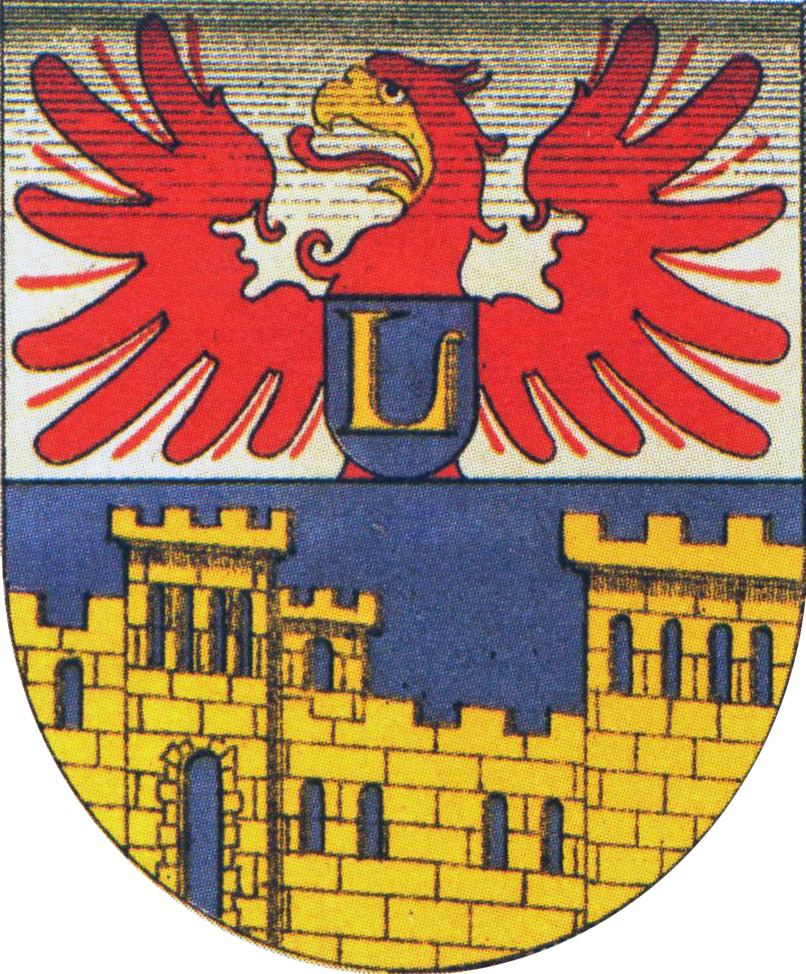
Blason de Luisenstadt

La Luisenstadt (littéralement « Louiseville », anciennement orthographiée « Louisenstadt » par les huguenots francophones) est un quartier historique de Berlin qui appartient aujourd'hui au quartier de Kreuzberg et au quartier de Berlin-Mitte. Il est bordé au nord par l'emplacement des anciens fossés de la forteresse de Berlin et par la Sprée, à l'ouest par la Lindenstraße qui mène à Friedrichstadt, et au sud par le Landwehrkanal. La plus grande partie de Luisenstadt fait partie de Kreuzberg.

## Histoire
L'emplacement de la future Luisenstadt s'appelle tout d'abord Myrica et est intégré en 1261 à Cölln, puis les premiers paysans s'y installent. Lorsque la ville de Berlin s'agrandit au XVIe siècle, la population des faubourgs de Cölln et de Köpenick s'accroît. Le quartier est entièrement incendié pendant la Guerre de Trente Ans, dans la première moitié du XVIIe siècle. Les habitants de l'actuelle Luisenstadt obtiennent en 1701 leurs droits de bourgeois de Berlin. L'enceinte des douanes et des accises (octroi) de Berlin est érigée en 1744-1746, formant à cet endroit le quartier de Köpenick. Il est rebaptisé Luisenstadt (littéralement: Louiseville) en 1802 en l'honneur de la reine Louise de Prusse, épouse de Frédéric-Guillaume III. Luisenstadt est plus tard réaménagée par Peter Joseph Lenné, selon les conceptions de Frédéric-Guillaume IV.
En 1841 Luisenstadt et les lieux entre l'enceinte des douanes et le Landwehrkanal sont agrandis. L'édifice le plus ancien qui soit conservé de nos jours est l'église luthérienne-évangélique Saint-Jacques (St. Jacobikirch) construite en 1844-1845 selon les plans de Friedrich August Stüler et située dans la rue Oranienstraße. L'église de la Annenstraße qui sert aujourd'hui de lieu de culte à l'Église vieille-luthérienne est elle aussi très ancienne.
À l'époque de la révolution industrielle, le quartier est bâti à la fois d'immeubles d'habitation et d'ateliers d'artisans, donnant à ce lieu son caractère typique. Le nombre d'habitants atteint 149 652 en 1867 et 306 612 en 1910. Avec environ 60 000 habitants par km2, c'est l'endroit le plus densément peuplé de Berlin. Au temps de l'Empire allemand le quartier était administrativement divisé en deux parties, en deçà et au-delà du canal.
Le nom de Luisenstadt disparaît des cartes officielles après la Première Guerre mondiale, car elle est intégrée au Grand Berlin en 1920, moins de deux ans après la fin de la guerre et la chute de l'Empire. La plus grande partie est rattachée à Kreuzberg (intégrée plus tard à Berlin-Ouest), tandis que la partie au nord du canal est rattachée à Berlin-Mitte (intégrée plus tard à Berlin-Est). Luisenstadt est particulièrement ravagée par les bombardements de la Seconde Guerre mondiale.

## Églises

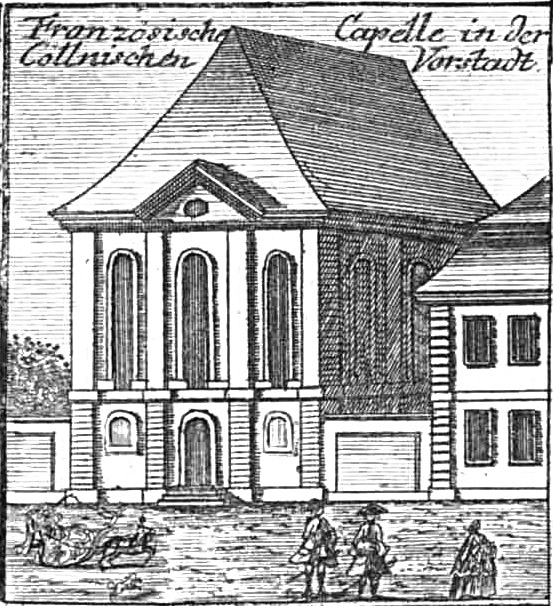
Temple de la Louisenstadt (1728–1945) en 1757

- Église Saint-Jacques (de) (St. Jacobikirche)
- Église évangélique luthérienne (de) (surnommée Annenkirche, c.-à-d. église de l'Annenstraße)
- Église d'Emmaüs (de) (Emmauskirche)
- Église Saint-Michel (St. Michaelskirche)
- Église Saint-Thomas (St. Thomaskirche)

L'Église de Luisenstadt allemande (Alte Jakobstraße) et le Temple de la Louisenstadt (Französische Luisenstadtkirche, Kommandantenstraße) des Huguenots a été détruite à la fin de la Seconde Guerre mondiale. Les décombres de l'église ont servi à la construction du mur de Berlin.